# Pouy-de-Touges
Pouy-de-Touges (okzitanisch Poi de Tojas) ist eine französische Gemeinde mit 432 Einwohnern (Stand 1. Januar 2022) im Département Haute-Garonne und der Region Okzitanien (vor 2016 Midi-Pyrénées). Sie gehört zum Kanton Cazères. Die Bewohner werden Pouysois genannt.

## Geographie
Pouy-de-Touges liegt etwa 50 Kilometer südwestlich von Toulouse. Der Touch bildet die nördliche Gemeindegrenze. Umgeben wird Pouy-de-Touges von den Nachbargemeinden Montastruc-Savès und Lautignac im Norden, Labastide-Clermont im Osten, Gratens im Osten und Südosten, Le Fousseret im Süden, Castelnau-Picampeau im Südwesten, Casties-Labrande im Westen sowie Saint-Araille im Nordwesten.

## Bevölkerungsentwicklung
| Jahr                       | 1962 | 1968 | 1975 | 1982 | 1990 | 1999 | 2006 | 2013 | 2020 |
| Einwohner                  | 310  | 295  | 238  | 233  | 208  | 226  | 311  | 381  | 419  |
| Quellen: Cassini und INSEE |      |      |      |      |      |      |      |      |      |

## Sehenswürdigkeiten

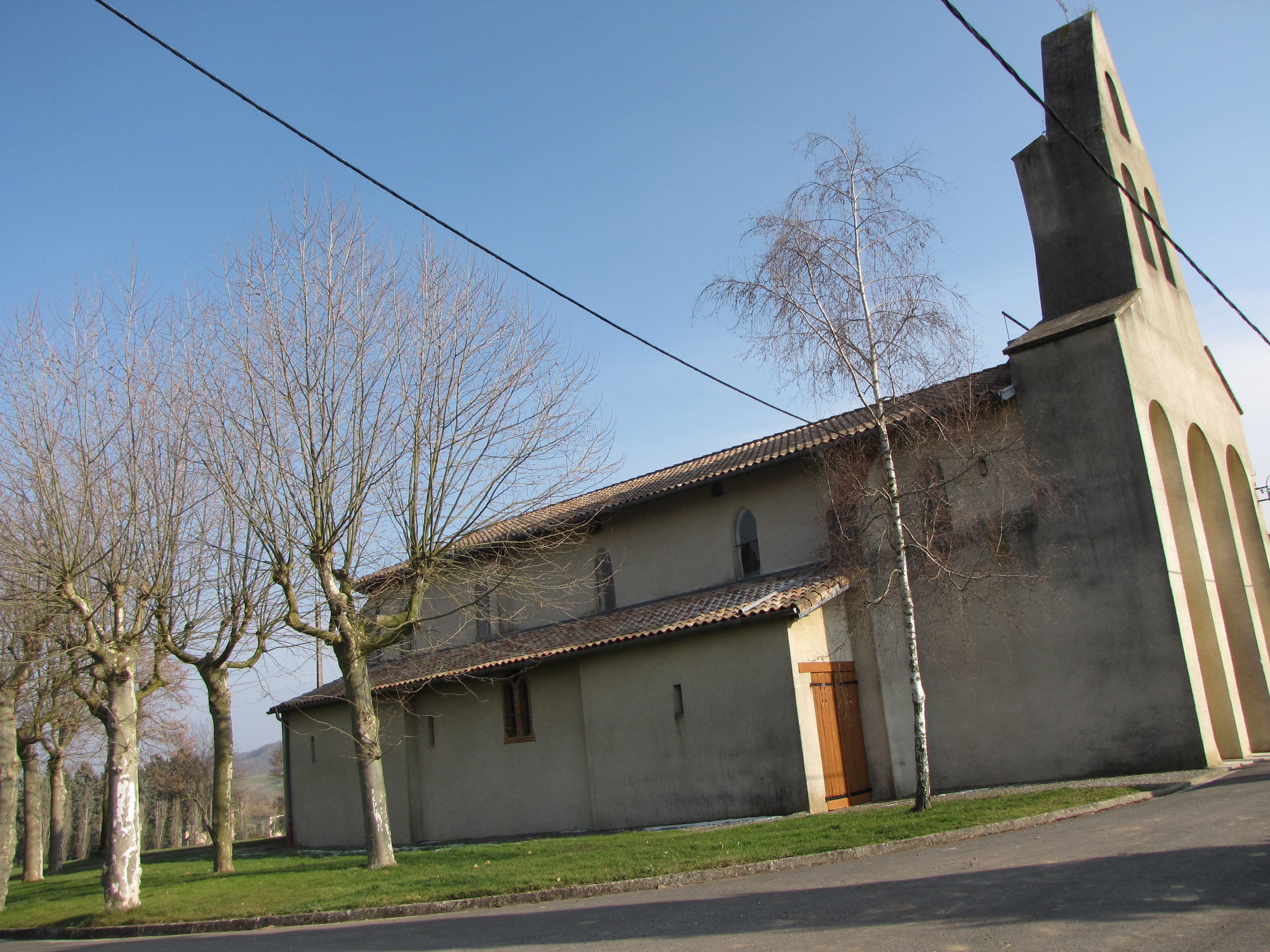
Kirche Saint-Pierre-ès-Liens

- Kirche Saint-Pierre-ès-Liens